# Jenny Engelke
Jenny Engelke, född Leopold den 9 mars 1838 i Norrköping, död den 18 maj 1914 i Stockholm, var en svensk författare. Hon ingick 1871 äktenskap med Vilhelm Engelke.
Engelke växte upp i Norrköping som dotter till klädesfabrikören Hjalmar Leopold och Agnes Louise Arosenius. Hon miste sin far vid 14 års ålder och efter att hennes uppfostran på flickpension avslutats undervisade hon i musik på Josefina Forssells flickskola i Söderhamn 1855–1859 samt i privata hem i Nyköping 1859–1863 och i Köping 1871. Hon var därefter, tillsammans med maken, bosatt i Söderhamn. Efter att tidigare utfört en del översättningar debuterade hon som författare vid 67 års ålder. Hon skrev kulturhistoriska skildringar samt artiklar i bland annat tidningarna Idun, Vårt Hem och Sverges ungdom. Jenny Engelke är gravsatt på Västra kyrkogården i Nyköping.